# Créolistique
La créolistique est la discipline scientifique qui étudie les créoles et les phénomènes de créolisation. Exercée par le créoliste, elle constitue une branche de la linguistique.

## Organisations
- Comité international des études créoles
- Institut du Tout-Monde

## Personnalités
- Derek Bickerton
- Jean Bernabé
- Michel Carayol
- Robert Chaudenson
- Michel DeGraff
- Ian Hancock
- Dirk Christiaan Hesseling
- Pradel Pompilus
- Hugo Schuchardt
- Manuel Veiga
- Pierre Vernet
- Gérard Marie Tardieu
- Patrick Chamoiseau